# Arty Ash
Arty Ash (1985–1954) foi um ator britânico da era do cinema mudo.

## Filmografia selecionada
- The Love Race (1931)
- Josser on the River (1932)
- Soldiers of the King (1933)
- Sporting Love (1936)
- Cheer Up (1936)
- Guilty Melody (1936)
- Chinatown Nights (1938)
- Dear Octopus (1943)